# Gachancipá
Gachancipá là một khu tự quản thuộc tỉnh Cundinamarca, Colombia. Thủ phủ của khu tự quản Gachancipá đóng tại Gachancipá Khu tự quản Gachancipá có diện tích ki lô mét vuông. Đến thời điểm ngày 28 tháng 5 năm 2005, khu tự quản Gachancipá có dân số 5506 người.